# Lekythoporidae
Famille
Les Lekythoporidae sont une famille d'ectoproctes de l'ordre des Cheilostomatida.

## Liste des genres
Selon World Register of Marine Species (31 mars 2016) :
- genre Aulopocella Maplestone, 1903
- genre Catadysis Canu & Bassler, 1927
- genre Harpagozoon Gordon, 2009
- genre Jugescharellina Gordon, 1989
- genre Lekythopora MacGillivray, 1883
- genre Orthoporidra Canu & Bassler, 1927
- genre Poecilopora MacGillivray, 1886
- genre Turritigera Busk, 1884